# Геншер, Ганс-Дитрих
Ганс-Ди́трих Ге́ншер (нем. Hans-Dietrich Genscher; 21 марта 1927, Райдебург, район Галле — 31 марта 2016, Вахтберг-Пех) — немецкий политик, член Свободной демократической партии Германии. В 1969—1974 годах занимал должность министра внутренних дел, в 1974—1992 годах — министра иностранных дел и вице-канцлера ФРГ. В 1974—1985 годах являлся председателем партии.

## Биография

### Образование
Ганс-Дитрих Геншер вырос в буржуазно-крестьянской и национал-консервативной среде. Отец Ганса-Дитриха — юрист Курт Геншер, юрисконсульт сельскохозяйственного объединения, мать — Хильда Крайме, происходила из крестьянской семьи. Ганс-Дитрих учился в городской реальной гимназии в Галле, где их семья проживала с 1933 года. В 1943 году Ганс-Дитрих участвовал помощником в подразделениях противовоздушной обороны, отслужил в армии в Гарце и в октябре-ноябре 1944 года был направлен Имперской службой труда на работу в Рудные горы. В 1944 году в возрасте 17 лет Ганс-Дитрих Геншер вступил в НСДАП (№ билета 10123636), по его собственному высказыванию, это произошло по коллективной заявке без его ведома. Геншер хотел стать офицером резерва и в январе 1945 года записался добровольцем на фронт, по его словам, чтобы избежать принудительного призыва в войска СС. Был направлен в инженерные войска в Виттенберг. Незадолго до окончания войны в мае 1945 года ефрейтор Геншер, участвовавший в битве за Берлин, попал в плен сначала к американцам, затем к британцам.
После освобождения в июле 1945 года Геншер работал подсобным рабочим на строительстве. С декабря 1945 года учился в средней школе имени Фридриха Ницше в Галле и в марте 1946 года получил аттестат зрелости. Зимой 1946—1947 годов Геншер заболел туберкулёзом и провёл три месяца в санатории. Этой неизлечимой в то время болезнью Геншер страдал ещё десять последующих лет и провёл много времени на больничной койке. Тем не менее, в 1946—1949 годах Геншер учился в Галле-Виттенбергском и Лейпцигском университетах и в 1949 году сдал первый государственный экзамен на юриста в Лейпциге. До 1952 года работал юристом-стажёром в участковом суде в Галле.
20 августа 1952 года Геншер через Западный Берлин выехал в ФРГ, работал юристом-стажёром в Бремене и в 1954 году сдал второй государственный экзамен в Гамбурге. До 1956 года Геншер работал на должности асессора и адвоката в бременской юридической компании, специализировавшейся на хозяйственном и налоговом праве.

### Партийная карьера
В 1946—1952 годах Геншер состоял в Либерально-демократической партии Германии. В 1952 году вступил в СвДП. В 1954 году был избран заместителем председателя земельного отделения «Молодых демократов» в Бремене. В 1956—1959 годах Геншер являлся научным ассистентом фракции СвДП в бундестаге в Бонне.
В 1959—1965 годах являлся управляющим делами фракции СвДП, в 1962—1964 годах — управляющим делами партии. В 1968 году Геншер был избран заместителем председателя партии. С 1 октября 1974 по 23 февраля 1985 года Ганс-Дитрих Геншер являлся председателем Свободной демократической партии Германии. В 1985 году Геншер отказался от должности председателя партии. После отставки с поста министра иностранных дел в 1992 году Геншер был назначен почётным председателем СвДП.

### Депутатская деятельность
В 1965—1998 годах Геншер являлся депутатом бундестага и всегда проходил по списку земли Северный Рейн-Вестфалия. С 1965 года и до назначения в кабинет Брандта в 1969 году являлся парламентским управляющим делами фракции СвДП.

### Общественная деятельность
После выборов в бундестаг 1969 года Геншер активно участвовал в формировании социал-либеральной коалиции и 22 октября 1969 года был назначен министром внутренних дел в составе федерального правительства Вилли Брандта. В 1972 году во время теракта на Олимпийских играх в Мюнхене Геншер был готов пойти к террористам в качестве заложника в обмен на освобождение спортсменов, но палестинские террористы отказались. После кровавой развязки в Мюнхене Геншер поручил федеральной пограничной охране сформировать антитеррористическое подразделение GSG 9.
После отставки Вилли Брандта и избрания федеральным президентом Вальтера Шееля Ганс-Дитрих Геншер 15 мая 1974 года был назначен министром иностранных дел и вице-канцлером в федеральном правительстве под руководством Гельмута Шмидта. В этой должности Геншер принимал активное участие в переговорах по подготовке Заключительного акта Совещания по безопасности и сотрудничеству в Европе. В декабре 1976 года Генеральная Ассамблея ООН в Нью-Йорке приняла предложение Геншера об антитеррористической конвенции, в которой закреплялось, что выполнять требования террористов, захвативших заложников, нельзя ни при каких обстоятельствах.
После формирования новой социал-либеральной коалиции по итогам выборов в бундестаг в 1980 году Геншер с середины 1981 года при поддержке министра экономики Отто Ламбсдорфа взял курс на расторжение коалиции СДПГ и СвДп. Внешней причиной разрыва послужили увеличивавшиеся различия между сторонами коалиции, в особенности, в экономической и социальной политике. Но решающую роль играло постепенное дистанцирование СДПГ от двойного решения НАТО. 17 сентября 1982 года Геншер вместе с другими министрами из СвДП подал в отставку.
1 октября 1982 года в результате конструктивного вотума недоверия бывший лидер оппозиции Гельмут Коль при поддержке большинства фракции СвДП был избран федеральным канцлером. 4 октября 1982 года Геншер вернулся в федеральное правительство на должности министра иностранных дел и вице-канцлера. C 1984—1985 годов Геншер являлся председателем Совета НАТО и председателем совета министров Западноевропейского союза.
В качестве министра иностранных дел Геншер выступал за политику компромиссов между Востоком и Западом и разрабатывал стратегии для активной политики разрядки и продолжения диалога между странами Запада и СССР, а также за образование Европейского сообщества. С 1987 года Геншер пропагандировал «активную политику разрядки» как ответ Запада на усилия Советского Союза. Геншер играл большую роль в объединении Европы и в подготовке объединения Германии. Поначалу Геншер занимал выжидательную позицию в отношении последовательного плана воссоединения Германии федерального канцлера Коля. В конце лета 1989 года Геншеру удалось получить разрешение на выезд для граждан ГДР, укрывшихся в посольстве ФРГ в Праге. Геншер также активно поддерживал процесс политических реформ в Польше и Венгрии, встречался в рамках визита в Польшу в январе 1980 года с председателем «Солидарности» Лехом Валенсой и пообещал ему поддержать польскую оппозицию на пути демократических реформ. Геншер также участвовал в трёх встречах министров иностранных дел в рамках переговоров в формате «два плюс четыре», на которых обсуждались внешние аспекты единой Германии. В ноябре 1990 году Геншер и его польский коллега Кшиштоф Скубишевский подписали в Варшаве договор о немецко-польской границе, закрепивший западную границу Польши по Одеру — Нейсе.
Популярность Геншера на родине в Галле и надежды на развитие после объединения привели к тому, что на выборах в бундестаг в 1990 году в Саксонии-Анхальт за СвДП проголосовало 17,61 % избирателей.
31 января 1990 — Ганс-Дитрих Геншер сделал публичное заявление главы МИДа ФРГ (впоследствии не оправдавшееся) о нерасширении НАТО после объединения Германии:
"Мы договорились, что территория НАТО не будет расширяться на восток. Это кстати говоря касается не только ГДР, которую мы не хотим просто так захватить. Расширения НАТО не будет вообще нигде".
В июле 1984 года Геншер первым из западноевропейских министров иностранных дел посетил столицу Ирана после Исламской революции 1979 года.
18 мая 1992 года Геншер по собственному желанию вышел в отставку с поста министра федерального правительства, в котором он проработал в общей сложности 23 года.
В 2013 году содействовал освобождению из заключения Михаила Ходорковского и встречал его по прибытии в Берлин после выхода на свободу.
В ночь на 1 апреля 2016 года на 90-м году жизни скончался от сердечно-сосудистой недостаточности у себя дома в окружении близких в местечке Вахтберг-Пех, Северный Рейн-Вестфалия.

## Награды и почётные звания
- Ганс-Дитрих Геншер — почётный гражданин городов Галле и Берлинa.
- Почётный доктор МГИМО (первый, удостоенный этого звания)
- Кавалер ордена князя Трпимира (Хорватия)

## Массовая культура
Упоминается в сериале Улицы разбитых фонарей (Серия 26).